# Marcos Cavalheiro Junior
Marcos Cavalheiro Junior (Passo Fundo, 3 de junho, 1994) é um lutador brasileiro de artes marciais especialista em Kickboxing. Ele é o atual campeão mundial da UMK (Union Mundial de Kickboxing) na categoria +91 kg.

## Carreira como lutador
O atleta da Associação Olympika começou sua carreira como lutador aos 5 anos no Karate - Shotokan, onde foi colecionando diversos títulos. Logo mais acabou se identificando também com o Kickboxing, no ano de 2006, onde foi participando de diversas lutas e positivando cada vez mais seu cartel e conquistando vagas para diversos eventos. No ano de 2013, Marcos foi convocado para seu primeiro Mundial de Artes Marciais em Buenos Aires - AR, consagrou-se campeão Mundial em 7 modalidades indo para o Hall da Fama da UMK. Muito conhecido pelo cartel expressivo de lutas tanto no Karate, Kickboxing e Muay Thai o atleta também representa a sua equipe em outras modalidades como Powerlifting, Levantamento de peso, rústica, Duatlo, Orientação, Mountain Bike, corridas e outras.

## Títulos
Títulos de horaria
- Campeão de tudo (Associação Olympika)
- Hall da Fama (UMK)
- Recordista mundial Junior de Powerlifting (IPO)

Títulos
- Hepta Campeão Mundial de Kickboxing (UMK)
- Campeão Mundial de Artes Marciais (UIAMA)
- Campeão Intercontinental de Artes Marciais (UIAMA)
- Vice-Campeão Mundial de Kickboxing (ISKA)
- Hepta Campeão Panamericano de Kickboxing (WAKO)
- Campeão Panamericano de Kickboxing (ISKA)
- Hepta Campeão Sulamericano de Kickboxing (WAKO)
- Campeão Sulamericano de Kickboxing (WTKA)
- Campeão Panamericano de Artes Marciais (UIAMA)
- Campeão da Copa América de Kickboxing (WAKO)
- Bi Campeão do Challenge Summer's the Tournament (WAKO)
- 13x Campeão Brasileiro de Kickboxing (CBKB)
- 9x Campeão da Copa do Brasil de Kickboxing (CBKB)
- Campeão Brasileiro de Muay Thai (CBMTT)
- Campeão Brasileiro de Karate olímpico (CBK)
- Campeão Mundial de Powerlifting (IPO)
- Campeão Sulamericano de Powerlifting (IPO)
- Melhor Atleta de Musical Forms Copa do Brasil 2013 (CBKB)
- Melhor Atleta de Musical Forms Copa Do Brasil 2014 (CBKB)
- Melhor Atleta de Musical Forms Copa Do Brasil 2015 (CBKB)
- Eleito melhor atleta pela cidade de Passo Fundo (Prefeitura Municipal de Passo Fundo)

## KICKBOXING RECORD
| Resultado | Cartel | Adversário                    | Método               | Round   | Evento                                     | Data                   |
| --------- | ------ | ----------------------------- | -------------------- | ------- | ------------------------------------------ | ---------------------- |
| Vitória   | 1-0    | Julian "Badboy" Guimenez      | KO (soco)            | R1 0:07 | World UMK Championship                     | 12 de maio de 2013     |
| Vitória   | 2-0    | Juan Pablo Mendez             | KO (Desistência)     | R1 0:00 | World UMK Championship                     | 12 de maio de 2013     |
| Vitória   | 3-0    | Salazar Juan Perez            | TKO (chute na perna) | R1 0:53 | Panamercian UMK Championship               | 25 de setembro de 2013 |
| Vitória   | 4-0    | Christian ''Relâmpago'' Lopez | TKO (chute na perna) | R3 1:47 | Panamerican UMK Championship               | 25 de setembro de 2013 |
| Vitória   | 5-0    | Edwin "Tailandês" Montaño     | Decisão unânime      | R5 3:00 | World UMK Championship                     | 10 de maio de 2014     |
| Vitória   | 6-0    | Santiago "El Toro" Martinez   | TKO (chute na perna) | R2 0:11 | World UMK Championship                     | 12 de outubro de 2014  |
| Vitória   | 7-0    | Pablo "La maquina" Vergara    | KO (Desistência)     | R1 0:00 | World UMK Championship                     | 12 de outubro de 2014  |
| Vitória   | 8-0    | Lauro Courisat                | Decisão unânime      | R3 2:00 | World UMK Championship                     | 10 de maio de 2015     |
| Vitória   | 9-0    | Arman Ariel Gutierrez         | Decisão unânime      | R3 2:00 | Panamerican UMK Championship               | 26 de julho de 2015    |
| Vitória   | 10-0   | Roberto Velazquez             | TKO (chute na perna) | R1 1:42 | World UMK Championship                     | 15 de maio de 2016     |
| Vitória   | 11-0   | Arman Ariel Gutierrez         | Decisão unânime      | R3 2:00 | World UMK Championship                     | 15 de maio de 2016     |
| Vitória   | 12-0   | Ignacio Vergara Montiz        | TKO (chute na perna) | R1 1:47 | Intercontinental de Artes Marciais - UIAMA | 16 de outubro de 2016  |
| Vitória   | 13-0   | Edwin ''Tailandês'' Montaño   | TKO (interferência)  | R1 1:17 | Intercontinental de Artes Marciais - UIAMA | 16 de outubro de 2016  |
| Vitória   | 14-0   | Artur Bermudez                | TKO (desistência)    | R2 2:00 | World UMK Championship                     | 13 de maio de 2017     |
| Vitória   | 15-0   | Raul Salvatierra              | Decisão unânime      | R3 2:00 | World UMK Championship                     | 13 de maio de 2017     |
| Vitória   | 16-0   | Hector Sotomayor              | TKO (desistência)    | R1 0:07 | World UMK Championship                     | 12 de maio de 2018     |
| Vitória   | 17-0   | Joaquin Moreno                | Decisão Unânime      | R3 2:00 | World UMK Championship                     | 12 de maio de 2018     |
| Vitória   | 18-0   | Joaquin Moreno                | TKO (desistência)    | R1 0:07 | World UMK Championship                     | 19 de maio de 2019     |
| Vitória   | 19-0   | Sebastian Agustin Armero      | TKO (Chute na perna) | R1 1:17 | World UMK Championship                     | 19 de maio de 2019     |
| Vitória   | 20-0   | Fabrizio "Demolidor" Forssini | Decisão Unânime      | R3 2:00 | World UMK Championship                     | 19 de maio de 2019     |
| Vitória   | 21-0   | Danilo Rodrigues              | Decisão Unânime      | R3 2:00 | Panamerican ISKA Championship              | 1 de dezembro de 2019  |